# John Arden
John Arden (Barnsley, South Yorkshire, Reino Unido, 26 de octubre de 1930 - 28 de marzo de 2012) fue un dramaturgo británico.
Estudió arquitectura en la Universidad de Cambridge y en el Colegio de Arte de Edimburgo; ejerció este oficio hasta que su pieza La vida del hombre (1956) ganó un concurso de teatro radiofónico. Sus obras teatrales mezclaron la poesía y las coplas con el discurso coloquial de una forma audazmente dramática y trataron sobre intensos conflictos que a propósito se dejan sin resolver.
Entre las obras de Arden se encuentran All Fall Down de 1955; Live like pigs ("Vivir como cerdos"), 1958; Sergeant Musgrave's Dance ("La danza del sargento Musgrave") de 1959; The Workhouse Donkey de 1963, Vandaleur's Folly de 1978,  Las aguas de Babilonia y la serie de programas de radio Whose Is the Kingdom? de 1988.